# Гоми (Хашурский муниципалитет)
Гоми (груз. გომი) — село в Грузии.
Находится в Хашурском муниципалитете края Шида-Картли. Высота над уровнем моря составляет 640 метров. Население — 1128 человек (2014).
Слово «гоми» означает сваренное пшено.